# Головачевка (Пензенская область)
Головачевка — село в Лунинском районе Пензенской области. Входит в состав Сытинского сельсовета.

## География
Село расположено в северной части области на расстоянии примерно в 22 километрах по прямой к северо-западу от районного центра Лунино.
Часовой пояс
Село Головачевка как и вся Пензенская область, находится в часовой зоне МСК (московское время). Смещение применяемого времени относительно UTC составляет +3:00.

## Население
| 1782 | 1864 | 1910 | 1926 | 1930 | 1959 | 1979 |
| ---- | ---- | ---- | ---- | ---- | ---- | ---- |
| 341  | ↘317 | ↘205 | ↗269 | ↗305 | ↘181 | ↘108 |
| 1989 | 1996 | 2002 | 2010 |      |      |      |
| ↘59  | ↘34  | ↗64  | ↘4   |      |      |      |

Национальный состав
Согласно результатам переписи 2002 года, в национальной структуре населения русские составляли 98 % из 64 чел..